# Goszowice

Ortseingang

Goszowice (deutsch Kuschdorf) ist eine Ortschaft der Landgemeinde Pakosławice in Polen. Sie liegt im Powiat Nyski (Kreis Neisse) in der Woiwodschaft Opole.

## Geographie

### Geographische Lage
Das Straßendorf Goszowice liegt im Südwesten der historischen Region Oberschlesien. Der Ort liegt etwa drei Kilometer westlich des Gemeindesitzes Pakosławice, etwa 13 Kilometer nördlich der Kreisstadt Nysa und etwa 52 Kilometer südwestlich der Woiwodschaftshauptstadt Opole.
Goszowice liegt in der Nizina Śląska (Schlesische Tiefebene) innerhalb der Równina Grodkowska (Grottkauer Ebene). Durch den Weiler Frączków fließt die Cielnica (Tellnitz), ein linker Zufluss der Glatzer Neiße.

### Ortsteile
Ortsteile von Goszowice sind Frączków (Franzdorf), Naczków (Natschkau) und Śmiłowice (Lentsch).

### Nachbarorte
Nachbarorte von Goszowice sind im Osten Reńska Wieś (Reinschdorf), im Südosten Bykowice (Beigwitz) und im Südwesten Korzękwice (Korkwitz).

## Geschichte
In dem Werk Liber fundationis episcopatus Vratislaviensis aus den Jahren 1295–1305 wird der Ort erstmals als Coschovitz erwähnt. 1371 erfolgte eine Erwähnung als Koschindorf sowie 1379 als Koschischdorf.
Nach dem Ersten Schlesischen Krieg 1742 fiel Kuschdorf mit dem größten Teil Schlesiens an Preußen.
Nach der Neuorganisation der Provinz Schlesien gehörte die Landgemeinde Kuschdorf ab 1816 zum Landkreis Neisse im Regierungsbezirk Oppeln. 1845 bestanden im Dorf ein Vorwerk und 20 weitere Häuser. Im gleichen Jahr lebten in Kuschdorf 150 Menschen, allesamt katholisch. 1855 lebten 155 Menschen im Ort. 1865 bestanden im Dorf 12 Gärtner- und 5 Häuslerstellen. Eingeschult und eingepfarrt waren die Bewohner nach Reinschdorf. 1874 wurde der Amtsbezirk Reinschdorf gegründet, welcher aus den Landgemeinden Franzdorf, Korkwitz, Kuschdorf, Natschkau, Reimen, Reinschdorf, Schmelzdorf und Schmolitz und den Gutsbezirken Franzdorf, Korkwitz, Kuschdorf, Natschkau, Reimen, Reinschdorf und Schmelzdorf bestand. 1885 zählte Kuschdorf 95 Einwohner.
1933 lebten in Kuschdorf 132 sowie 1939 147 Menschen. Bis 1945 befand sich der Ort im Landkreis Neisse.
1945 kam Kuschdorf unter polnische Verwaltung und wurde in Goszowice umbenannt, die Bevölkerung wurde vertrieben. Mit Abschluss des Zwei-plus-Vier-Vertrag kam der Ort dann auch völkerrechtlich an Polen. 1950 kam Goszowice zur Woiwodschaft Opole. 1999 kam der Ort zum wiedergegründeten Powiat Nyski.

## Sehenswürdigkeiten
- In Frączków steht das Schloss Franzdorf. Graf Alexander von Francken-Sierstorpff ließ das vormals barocke Schloss zwischen 1886 und 1889 im Stil der Neorenaissance umgestalten und erweitern. Der ehemals reich geschmückte Bau brannte in den 1930ern aus und wurde vereinfacht wieder aufgebaut. Heute befindet sich im Schloss ein Hotelbetrieb.[8]